# Mario Lalli
Mario Lalli (Pola, 1919 – Ponte San Luigi, 23 giugno 1940) è stato un militare italiano, decorato con la medaglia d'oro al valor militare alla memoria nel corso della seconda guerra mondiale.

## Biografia
Nacque a Pola, attualmente in Croazia, nel 1919, figlio di Antonio e Lucia Salich. Conseguito il diploma presso l'Istituto magistrale di Pisa iniziò a lavorare come maestro elementare e poi fu chiamato a prestare servizio militare nel Regio Esercito. Mentre prestava servizio nell'agosto 1939 fu ammesso a frequentare il corso per allievi ufficiali di complemento presso il 94º Reggimento fanteria di Fano, venendo promosso aspirante nell'aprile 1940. Assegnato al 21º Reggimento fanteria, dopo l'entrata in guerra del Regno d'Italia, avvenuta il 10 giugno 1940, partecipò alle operazioni sul fronte occidentale. Comandante di un plotone di arditi cadde in combattimento a Ponte San Luigi il 23 giugno 1940 colpito a morte al petto da una raffica di mitragliatrice. Per onorarne il coraggio in questo frangente fu insignito della medaglia d'oro al valor militare alla memoria. La sua salma fu tumulata presso il cimitero di Pisa.

### Fonti
1. 1 2 3 4 5 6  Combattenti Liberazione.
2. 1 2  Gruppo Medaglie d'Oro al Valor Militare 1965, p. 402.
3. ↑  Medaglie d'oro al valor militare sul sito della Presidenza della Repubblica
4. ↑  Registrato alla Corte dei conti il 14 dicembre 1940, registro 46 guerra, foglio 51.